# Jinsha

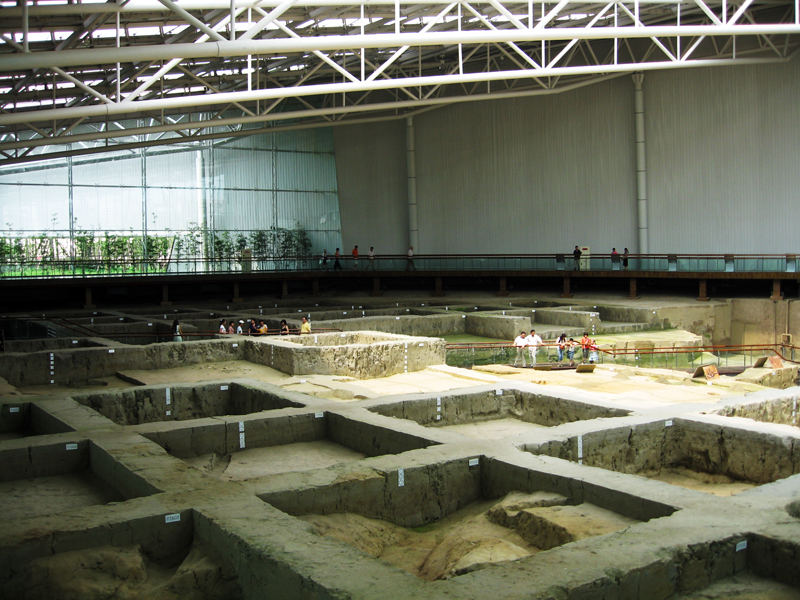
Übersicht über die Ausgrabungsstätte

Jinsha (chinesisch 金沙, Pinyin Jīnshā) ist eine archäologische Fundstätte in China. Das heutige Straßenviertel Jinsha (金沙街道) ist aus dem Dorf Jinsha (金沙村) der ehemaligen Gemeinde Supo (苏坡乡) hervorgegangen, die 2004 aufgelöst und in mehrere Straßenviertel umgewandelt wurde. Jinsha liegt im Westen des Stadtbezirks Qingyang (青羊区) von Chengdu, der Provinzhauptstadt von Sichuan. Die Stätte wurde im Februar 2001 zufällig bei Straßenbauarbeiten entdeckt. Sie ist rund 50 km von Sanxingdui entfernt und wird ungefähr auf die Zeit 1000 v. Chr. datiert. Die ausgegrabenen Objekte zeigen die gleichen Charakteristika wie die von Sanxingdui. Artefakte aus Elfenbein, Jade, Bronze, Gold und Stein kamen ans Tageslicht. Im Unterschied zu Sanxingdui war die Stätte von keiner Mauer umgeben.
Die Stätte steht seit 2006 auf der Denkmalliste der Volksrepublik China.
Vor dem Erdbeben in Sichuan 2008 betrug die Ausstellungsfläche des zu zwei Dritteln im Erdboden versenkten Museums über 30.000 m². Alle wichtigen Funde werden auf drei Etagen präsentiert. Die zentrale Grabungsstätte ist mit einem Dach ähnlich dem Dach des Münchner Olympiastadion überdacht.